# خان كوهاب نطنز
خان کوهاب نطنز (بالفارسية: کاروانسرای کوهاب نطنز) هي خان تاريخي يعود إلى عصر السلالة الصفوية، ويقع في نطنز.